# Давно пропавший (роман)
«Давно пропавший» (англ. Long Lost) — роман, написанный в 2002 году американо-канадским писателем Дэвидом Моррелом.

## Описание сюжета
Главный герой архитектор, глава преуспевающей фирмы, счастливый семьянин Брэд Даннинг в детстве потерял младшего брата Питера, очевидно похищенного неизвестными. После интервью, где он рассказывает об этом, его останавливает на улице незнакомец, убеждающий архитектора, что он и есть Питер. Обрадованный Брэд приводит его домой, покупает ему одежду, отводит к стоматологу, находит ему работу. Питер рассказывает, что его похитила некая супружеская чета и несколько лет держала его в подвале, избивая его и заставляя учить наизусть Библию. Совершив побег, Питер странствовал по США, перебиваясь заработками на стройках, пока не увидел интервью с Брэдом.
Сын Брэда Джейсон с помощью Питера уговаривают Брэда выбраться в Скалистые горы. Герои поднимаются на гору. Питер сталкивает Брэда в пропасть, после чего сбегает, ограбив его дом и похитив его жену и сына. Раненый Брэд чудом остаётся в живых, он зацепился рюкзаком за кустарник и скатился по пологому склону. Найдя убежище в ходе снегопада, он добирается до шоссе. Полиция не находит следов преступника, ФБР считает, что за Питера себя выдавал рецидивист Лестер Дент, скорее всего он уничтожил семью Брэда, добрался до автовокзала и скрылся.
Проходит год. Брэд решает, что только ему по силам найти свою семью и приступает к поискам. Сначала он, не без успеха, пытается взглянуть на прошедшие события глазами преступника. Он находит развалины дома, где жили родители Дента и проваливается в подвал, где находит бывшее узилище Питера. Брэд понимает, что помешавшиеся на религии Денты не могли родить ребёнка и похитили Питера, а он убил их и поджёг дом. Поняв образ действий Питера, вызывавшего жалость у прихожан епископских церквей, он находит женщину, которая усыновила Питера, а он избил, изнасиловал и ограбил её. Также ему приходят письма от других жертв преступника.
Сравнив детские рентгеновские снимки со снимком Питера, Брэд убеждается, что преступник на самом деле был Питером. Ведя поиск по церквям, Брэд устанавливает, что Питер нашёл приют у пожилой женщины, заставил переписать на себя завещание и затем, скорее всего, убил её.
Дождавшись отъезда Питера, Брэд проникает в насыщенный ловушками дом брата и в подвале находит свою жену и сына, накачанных наркотиками. Ему удаётся вывести их наружу, после чего дом взрывается. Обезумевший Питер, возомнивший себя Брэдом и решивший похитить его жизнь, преследует Даннингов, но жена Брэда стряхнув наркотический морок, пристреливает преступника. Большое жюри штата не поддерживает обвинения против Брэда, выдвинутые полицией. Брэд возвращается домой, и решает посвятить жизнь реабилитации жены и сына.

## Российское издание
В России роман был переведён и выпущен в издательстве Эксмо в 2007 году.